# Theo Janssen
Pour les articles homonymes, voir Janssen.
Theo Janssen, né le 27 juillet 1981, est un ancien footballeur international néerlandais. Il jouait au poste de milieu de terrain.

## Biographie
Theo Janssen commence sa carrière à Vitesse Arnhem en 1998 où il fait la majorité de sa carrière. En 2003, il est prêté en Belgique à Genk. Malgré 15 matches et 2 buts, il ne reste que six mois et retourne dans son club d'origine. 
Le 16 août 2006, lors d'un match amical, il joue son premier match avec l'équipe nationale néerlandaise contre l'Irlande ; il rentre à la 83e à la place de Stijn Schaars (4-0). Il compte cinq sélections avec la sélection néerlandaise, deux pendant la saison 2006-2007 et trois pendant la saison 2010-2011.
Lors du mercato 2008, il signe à FC Twente pour 1,5 million d'euros. Le 2 avril 2011, lors du choc contre le PSV Eindhoven, Theo Janssen signe un but remarqué, une course de plus de 50 mètres qu'il conclut par un lob décisif. En 2011, il est élu Soulier d'or néerlandais.
Le 23 mai 2011, il signe un contrat de 2 ans avec l'Ajax Amsterdam. Le montant du transfert s'élève à 3 millions d'euros. Un an plus tard, il retourne à Vitesse Arnhem. Il décide d'arrêter sa carrière le 4 mars 2014.

## Statistiques
| Saison    | Club           | Pays           | Championnat         | Coupes nationales | Coupes continentales                |
| --------- | -------------- | -------------- | ------------------- | ----------------- | ----------------------------------- |
| 1998-1999 | Vitesse Arnhem | Eredivisie     | 5 matchs            | -                 | -                                   |
| 1999-2000 | Vitesse Arnhem | Eredivisie     | 17 matchs           | -                 | 4 matchs (C3)                       |
| 2000-2001 | Vitesse Arnhem | Eredivisie     | 30 matchs / 1 but   | -                 | 4 matchs (C3)                       |
| 2001-2002 | Vitesse Arnhem | Eredivisie     | 10 matchs / 1 but   | -                 | -                                   |
| 2002-2003 | Vitesse Arnhem | Eredivisie     | 28 matchs           | -                 | 6 matchs (C3)                       |
| 2003-2004 | RC Genk        | Jupiler League | 15 matchs / 2 buts  | -                 | -                                   |
| 2003-2004 | Vitesse Arnhem | Eredivisie     | 14 matchs / 1 but   | -                 | -                                   |
| 2004-2005 | Vitesse Arnhem | Eredivisie     | 29 matchs / 8 buts  | -                 | -                                   |
| 2005-2006 | Vitesse Arnhem | Eredivisie     | 30 matchs / 7 buts  | 1 match / 1 but   | -                                   |
| 2006-2007 | Vitesse Arnhem | Eredivisie     | 22 matchs / 1 but   | -                 | -                                   |
| 2007-2008 | Vitesse Arnhem | Eredivisie     | 19 matchs / 2 buts  | 1 match           | -                                   |
| 2008-2009 | FC Twente      | Eredivisie     | 27 matchs           | 6 matchs / 2 buts | 2 + 6 matchs (C1 + C3)              |
| 2009-2010 | FC Twente      | Eredivisie     | 28 matchs / 1 but   | 2 matchs          | 2 + 8 matchs / 0 + 1 but (C1 + C3)  |
| 2010-2011 | FC Twente      | Eredivisie     | 30 matchs / 13 buts | 5 match / 4 buts  | 5 + 6 matchs / 2 + 1 buts (C1 + C3) |
| 2011-2012 | Ajax Amsterdam | Eredivisie     | 29 matchs / 8 buts  | 3 matchs          | 6 matchs (C1)                       |
| 2012-2013 | Ajax Amsterdam | Eredivisie     | 2 matchs / 1 but    | 1 match           | -                                   |
| 2012-2013 | Vitesse Arnhem | Eredivisie     | 27 matchs / 1 but   | 4 matchs / 2 buts | -                                   |

## Palmarès
| - FC Twente - Championnat des Pays-Bas - Champion : 2010. - Coupe des Pays-Bas - Vainqueur : 2011. - Finaliste : 2009. - Supercoupe des Pays-Bas de football - Vainqueur : 2010. | - Ajax Amsterdam - Championnat des Pays-Bas - Champion : 2012. |